# نیروگاه قلیان سنندج
نیروگاه سیکل ترکیبی قلیان سنندج (در کیلومتر ۷ جاده سنندج - سقز، در مجاورت روستای قلیان)، یکی از نیروگاه‌های ایران از نوع سیکل ترکیبی با ظرفیت تولید ۹۵۶ مگاوات است که شامل ۴ واحد گازی ۱۵۹ مگاواتی و ۲ واحد بخار ۱۶۰ مگاواتی در زمینی به مساحت ۷۲ هکتار است.
توربین‌های گازی این نیروگاه مدل V94.2 آنسالدو بوده و توربین‌های بخار از نوع E30-16-1x6.3 زیمنس و بویلرهای آن ساخت دوسان است.
سوخت اصلی این نیروگاه، گاز طبیعی بوده و در فصول سرد که امکان استفاده از آن وجود ندارد از گازوئیل به عنوان سوخت دوم استفاده می‌شود و امکان استفاده هم‌زمان از سوخت گاز طبیعی و گازوئیل وجود دارد.
حداکثر مصرف گاز واحدهای نیروگاه برابر ۲۰۰ هزار مترمکعب در ساعت یا ۲۰۰ هزار لیتر گازوئیل در ساعت می‌باشد. برای ذخیره سوخت مایع، ۲ مخزن به ظرفیت‌های ۲۰ میلیون و ۳۵ میلیون لیتری وجود دارد.
پیمانکار اصلی اين پروژه پرهون طرح، كارفرمای آن شرکت مدیریت پروژه های نیروگاهی ایران – مپنا (توسعه 2) و مشاور کارفرما شرکت مهندسی مشانیر و شرکت مهندسی قدس نیرو می‌باشند.

## پست برق
انرژی تولیدی نیروگاه با سطح ولتاژ ۲۳۰ کیلوولت از طریق شش خط جداگانه به پست‌های ۲۳۰ کیلوولت سنندج، ۲۳۰ کیلوولت دیواندره و پست ۲۳۰ کیلوولت شهید چمران کرمانشاه (هرکدام دو خط) متصل می‌باشد. در طرح توسعه چهار خط دیگر نیز به پست ۲۳۰ کیلوولت مریوان و پتروشیمی کردستان متصل شده است.

## هزینه ساخت
هزینه کل اجرای طرح نیروگاه گازی سنندج در بخش ارزی با احتساب پست، ۱۱۰ میلیون یورو و ۲۶ میلیون دلار و در بخش ریالی بیش از ۵۶ میلیارد و ۱۰۰ میلیون تومان بوده است که در بخش‌های علمیات ساختمانی بیش از ۱۰ میلیارد و ۹۰۰ میلیون تومان، عملیات نصب و راه‌اندازی ۱۰ میلیارد تومان، گازرسانی ۱۸ میلیارد تومان و پست بیش از ۸ میلیارد و ۴۰۰ میلیون تومان هزینه شده است. هزینه‌های عمومی این طرح شامل مشاور، مجری و آماده‌سازی برای بهره‌برداری بیش از ۵ میلیارد و ۹۰۰ میلیون تومان و در بخش عملیات ساخت مخزن دوم نیز افزون بر ۲ میلیارد و ۷۰۰ میلیون تومان اعلام شده‌است.
هزینه کل این طرح با احتساب مبلغ ارزی و ریالی بیش از ۲۰۰ میلیارد تومان اعلام شده‌است.